# Stesichora sphaeristis
Stesichora sphaeristis är en fjärilsart som beskrevs av Edward Meyrick. Stesichora sphaeristis ingår i släktet Stesichora och familjen Uraniidae. Inga underarter finns listade i Catalogue of Life.